# Abolhasán Banisadr
Sayid Abolhasán Banisadr (en persa:ابوالحسن بنی‌صدر; Hamadán, 22 de marzo de 1933-París, 9 de octubre de 2021) fue el primer presidente de Irán en 1980. Fue legislador, actuó brevemente como ministro de Asuntos Exteriores durante 1979 y fue ministro de Finanzas entre 1979 y 1980.

## Primeros años
Nació en Hamadán el 22 de marzo de 1933, siendo el hijo de un ayatolá. Habiendo participado en la lucha contra el Sah en un movimiento estudiantil durante la década de 1960, fue encarcelado en dos ocasiones y fue herido durante un levantamiento en 1963. A continuación, huyó a Francia y se unió al grupo de resistencia iraní encabezado por el ayatolá Ruhollah Jomeini. Regresó a Irán cuando en febrero de 1979 estalló la revolución. Fue diputado, ministro de Economía y Finanzas, y ministro de Asuntos Exteriores que ejerció brevemente durante 1979, y ministro de Hacienda de 1979 a 1980. Estudió Finanzas y Economía en Francia (BA y MBA).

## Presidencia
Fue elegido presidente para un mandato de cuatro años el 25 de enero de 1980, recibiendo el 78,9 % de los votos en una elección competitiva contra Ahmad Madaní, Hasán Habibí, Sadegh Tabatabaí, Dariush Foruhar, Sadegh Ghotbzadé, Kazem Samí, Mohammad Makrí, Hasán Ghafurifard, y Hasán Ayat, y tomó posesión el 4 de febrero. El ayatola Jomeini continuó siendo el Líder Supremo de Irán, con la autoridad constitucional para destituir al Presidente. La ceremonia inaugural se celebró en el hospital donde Jomeini se estaba recuperando de una dolencia del corazón.
Banisadr no era un clérigo islámico. El ayatolá Jomeiní insistió en que los clérigos no deben competir para posiciones en el gobierno. En agosto y septiembre de 1980, Banisadr sobrevivió a dos accidentes de helicóptero cerca de la frontera iraní con Irak.
Banisadr pronto cayó en desgracia ante el ayatolá Jomeini. Éste acusó a Banisadr de un débil desempeño en la conducción de las tropas iraníes en la Guerra Irán-Irak. Jomeini recuperó el poder de comandante en jefe el 10 de junio de 1981, que había delegado en Banisadr.

## Destitución
Fue destituido en ausencia, ya que se desconocía en su momento su paradero, por el Parlamento iraní, acusado de promover acciones contra el clero. Rechazó todos los cargos y siempre sostuvo que los hechos fueron un golpe de Estado. Se exilió en París, donde falleció el 9 de octubre de 2021 tras una larga enfermedad.